# Luis Lucchetti
Luis Alberto Lucchetti (ur. 18 listopada 1902 w La Placie, zm. 6 sierpnia 1990 w Buenos Aires) – argentyński florecista i szpadzista, brązowy medalista olimpijski.
Na igrzyskach olimpijskich w Paryżu w 1924 roku odpadł w półfinałach floretu drużynowego. Startował tam także w szpadzie, indywidualnie odpadając w półfinałach, a drużynowo w pierwszej rundzie. Na rozgrywanych cztery lata później igrzyskach olimpijskich w Amsterdamie reprezentacja Argentyny w składzie: Roberto Larraz, Raúl Anganuzzi, Luis Lucchetti, Héctor Lucchetti i Carmelo Camet zdobyła brązowy medal we florecie drużynowym. Indywidualnie nie startował. Brał też udział w igrzyskach olimpijskich w Berlinie w 1936 roku, zajmując siódme miejsce we florecie drużynowym oraz odpadając w ćwierćfinałach szpady drużynowej.
Nie zdobył medalu mistrzostw świata.
Jego brat, Héctor Lucchetti, także był szermierzem.